# Акжол (Каркаралінський район)
Акжо́л (каз. Ақжол) — село у складі Каркаралінського району Карагандинської області Казахстану. Адміністративний центр сільського округу Мартбека Мамираєва.
Населення — 617 осіб (2021; 892 у 2009, 1362 у 1999, 1463 у 1989).
Національний склад станом на 1989 рік:
- казахи — 100 %.

До 1992 року село називалось Пригородне.